# Грьоутагьяу
Грьоутагьяу (исл. Grjótagjá) — небольшая вулканическая пещера внутри на севере Исландии, в регионе Нордюрланд-Эйстра. Геотермальная активность заставляет нагреваться расположенное внутри подземное озеро, что делает Грьоутагьяу одной из самых интересных в Исландии пещер.

## Характеристика
Пещера находится в вулканически активной зоне на берегу озера Миватн, к юго-востоку от селения Рейкьяхлид и в 12 км к югу от вулкана Крабла.
Грьоутагьяу представляет собой горизонтальную цепочку нескольких соединённых между собой небольших пещер, расположенных в зоне геологического разлома между континентальными плитами Америки и Европы. Протяжённость пещеры составляет всего полторы сотни метров, глубина — до 12 м. В общей сложности имеется 7 входов, ведущих в несколько подземных камер. Только три из них достаточно большие, что бы купаться. Это пещеры Квеннагьяу (исл. Kvennagjá; дословно — «женская пещера»), Кадлагьяу (исл. Karlagjá; дословно — «мужская пещера») и малоизвестная третья пещера без названия.

## Хозяйственное использование
Впервые о пещере с горячим озером внутри стало известно, когда в 1938 году английские студенты нашли на лавовом поле несколько отверстий-входов и пробрались вовнутрь.
Температура воды была около +42 °C и пещера была популярным местом для купания, вплоть до середины семидесятых годов прошлого века, когда из-за извержения расположенного поблизости вулкана Крабла (с 1975 по 1984 годы) вода стала такой горячей (до +60 °C), что купаться в ней было невозможно.  Кроме того, возникли опасения, что пещера может обрушиться частых землетрясений.
К середины 90-х годов температура стала падать и в начале 2000-х, когда температура воды стала ниже +48 °C в Грьоутагьяу вновь стали купаться. К началу 2010-х температура снизилась до +44 °C.
В 2018 году землевладельцы были вынуждены закрыть пещеру Квеннагьяу, из-за того, что туристы использовали её как туалет, оставляли мусор (в том числе многочисленные стеклянные бутылки из-под алкоголя и пивные бутылки), стирали одежду и мыли грязную обувь.
Пещера использовалась в 2013 году как место съемок любовной сцены между Джоном Сноу и Игритт в пятом эпизоде третьего сезона фэнтезийного телесериала Игра престолов.

## Галерея

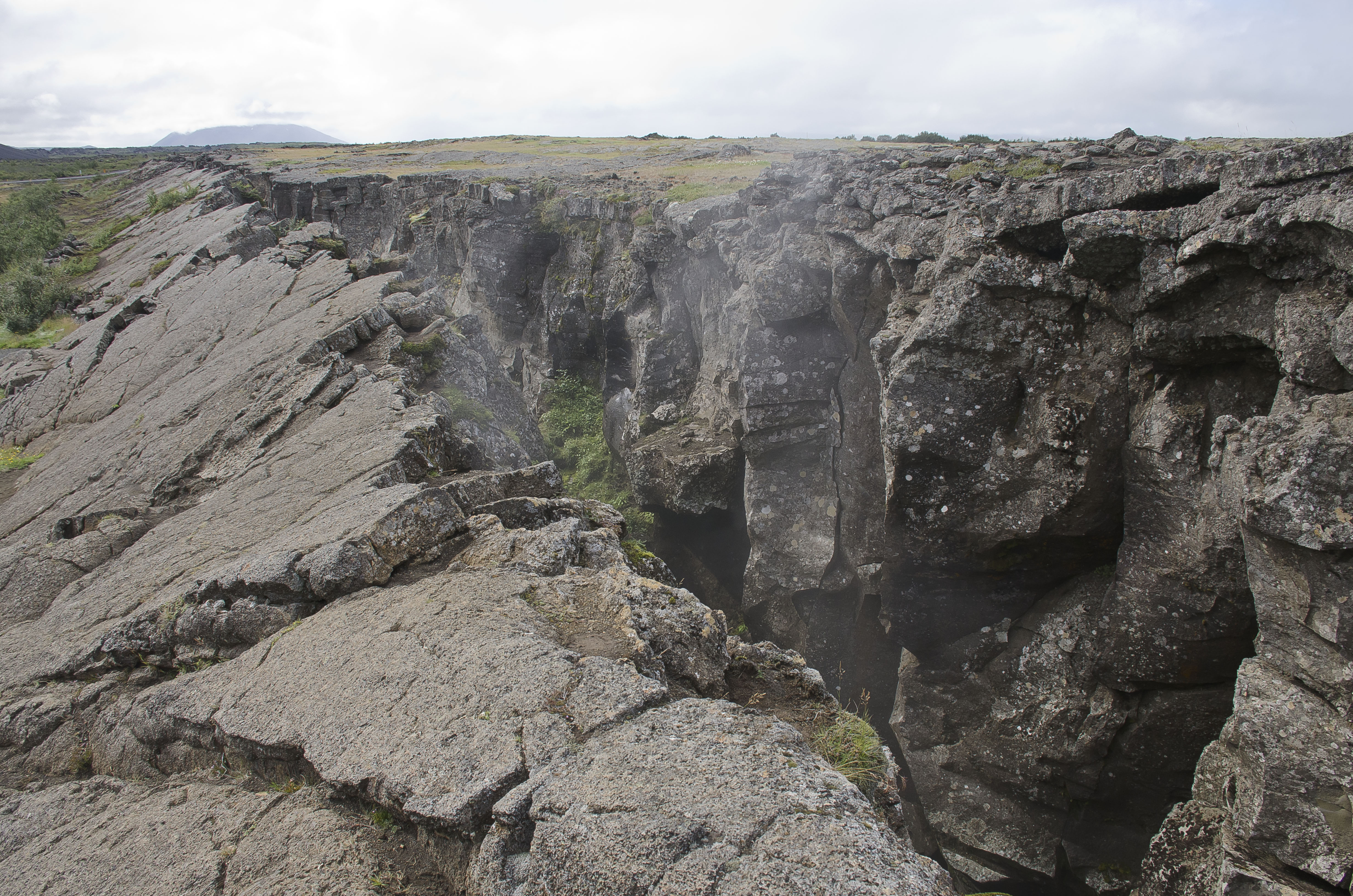
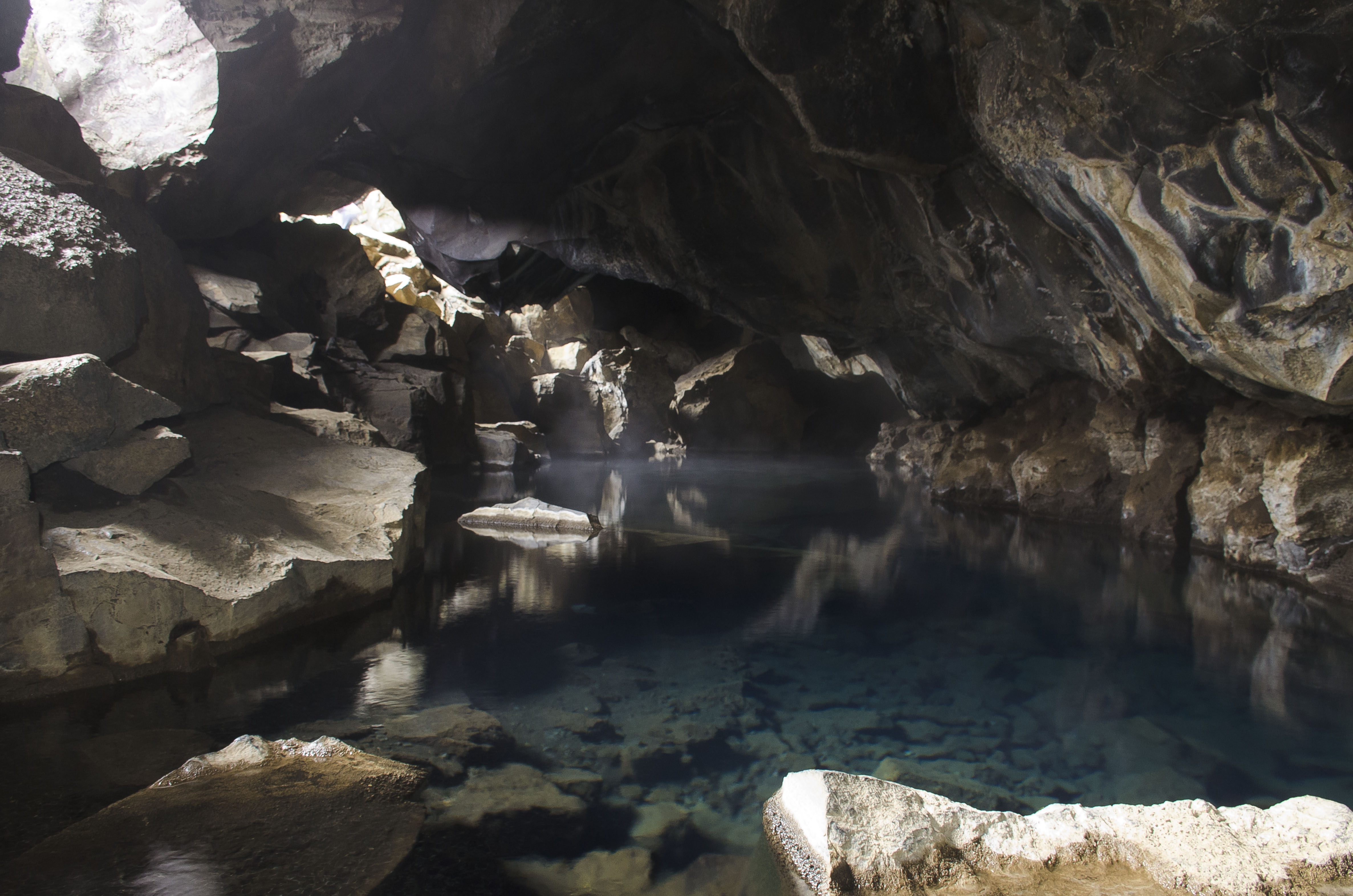
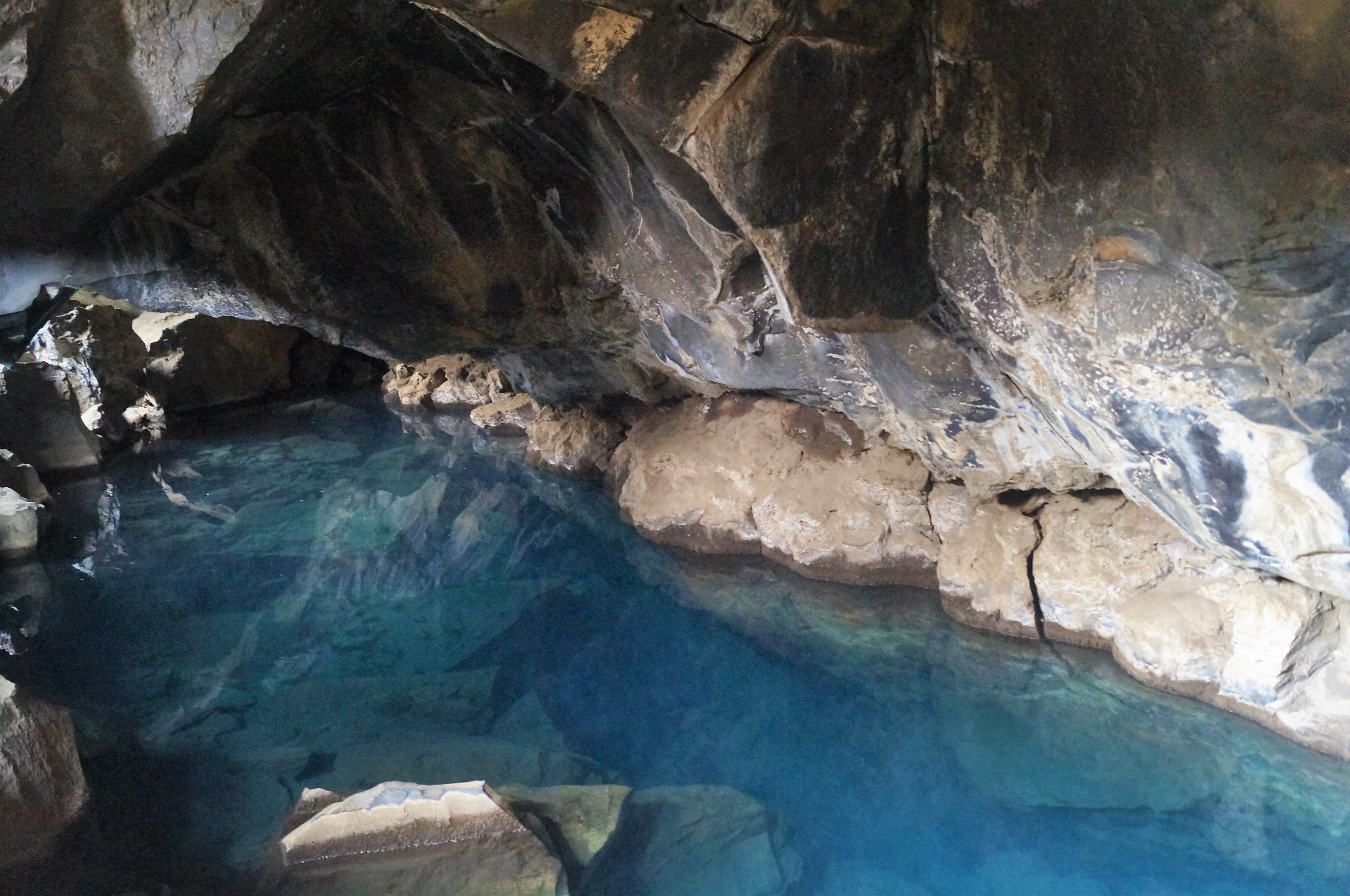
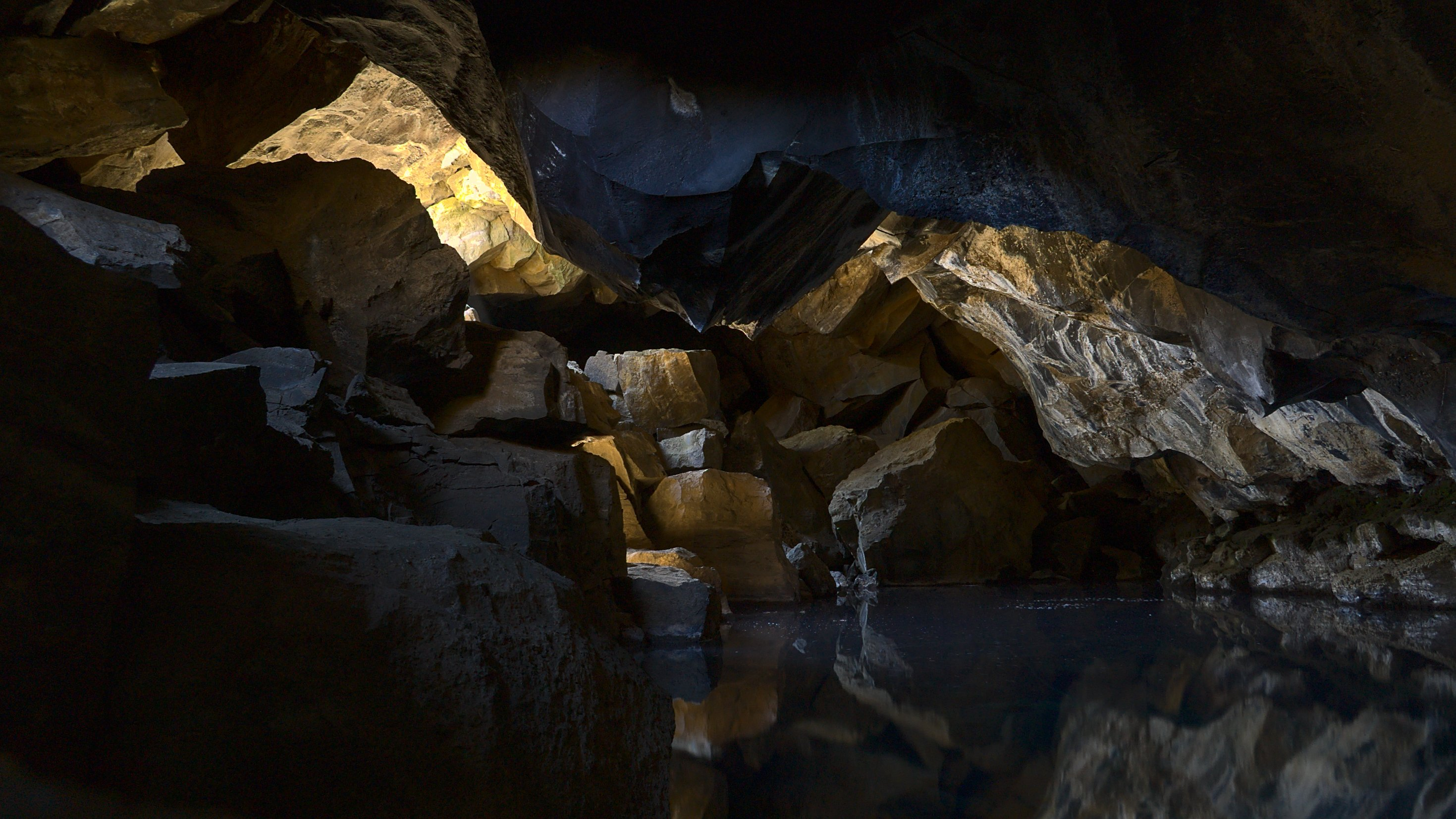
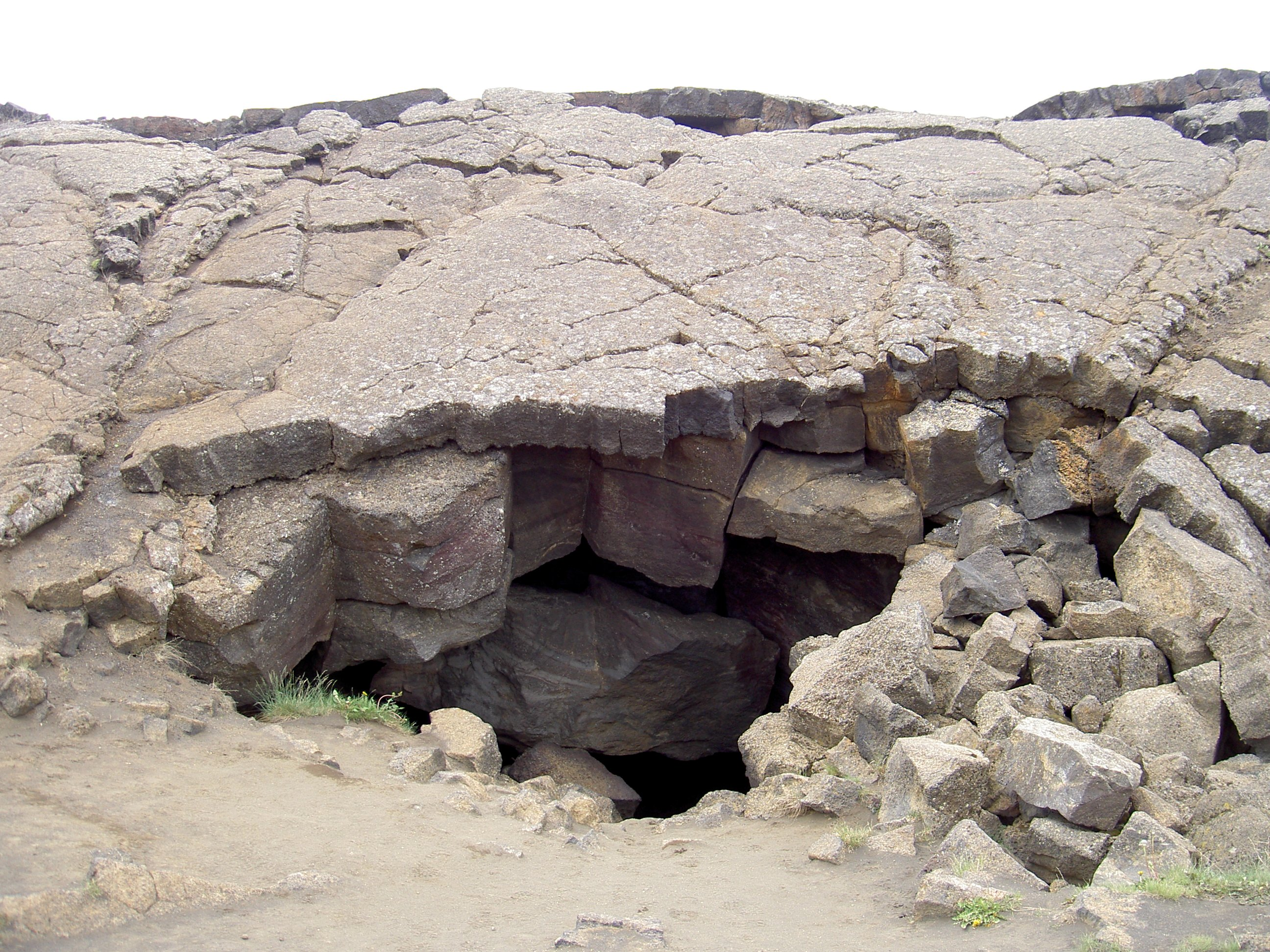
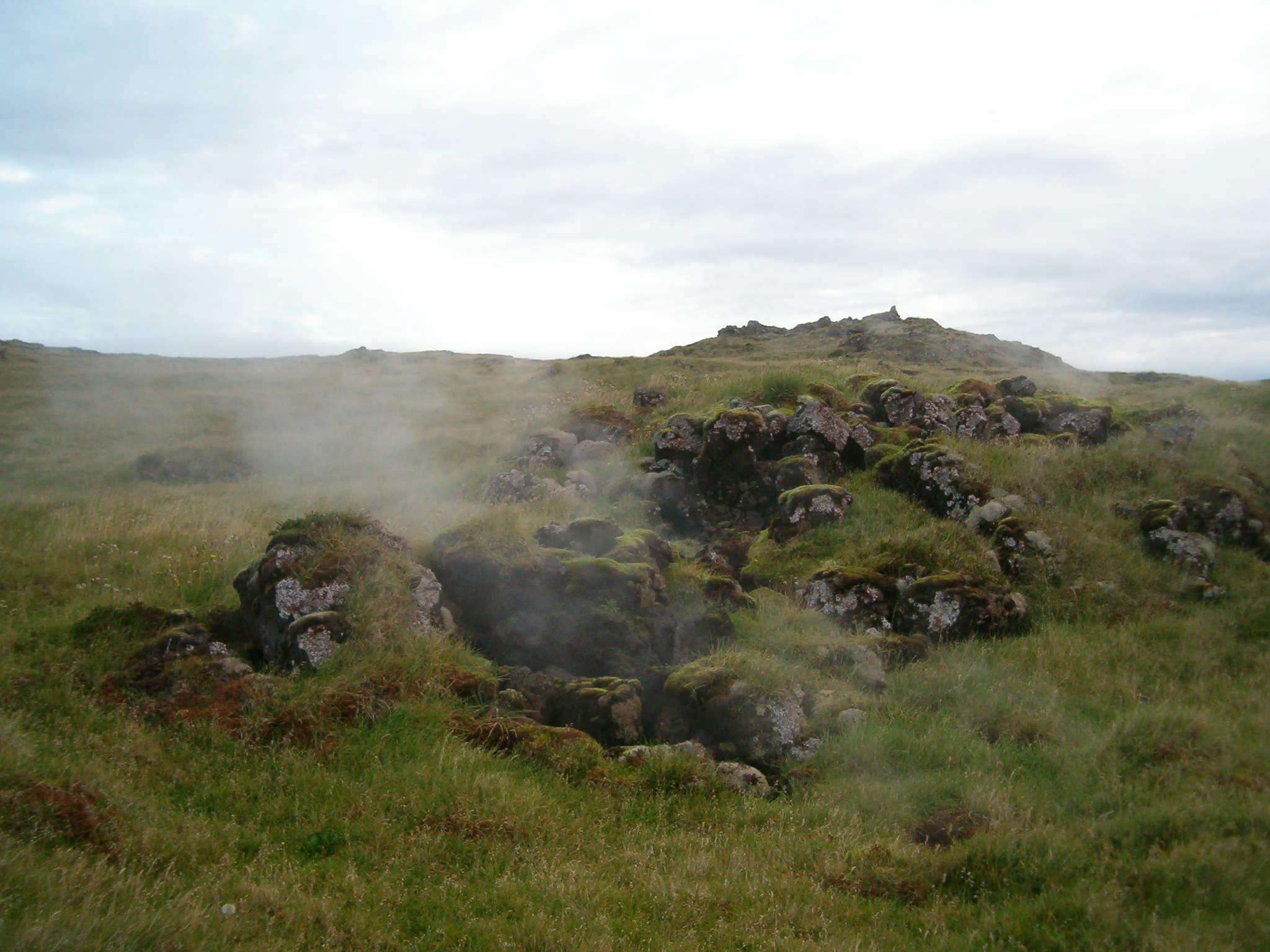
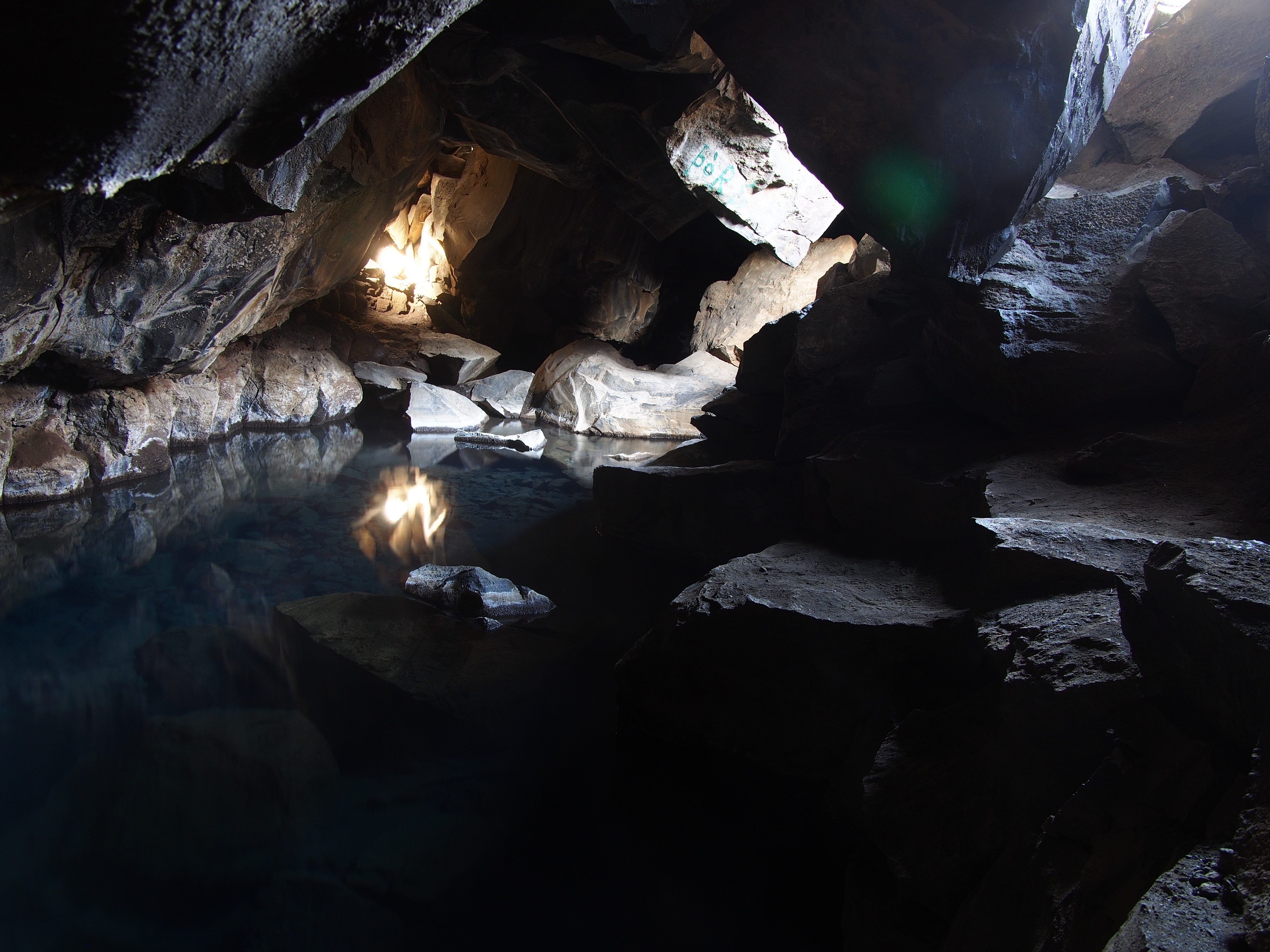
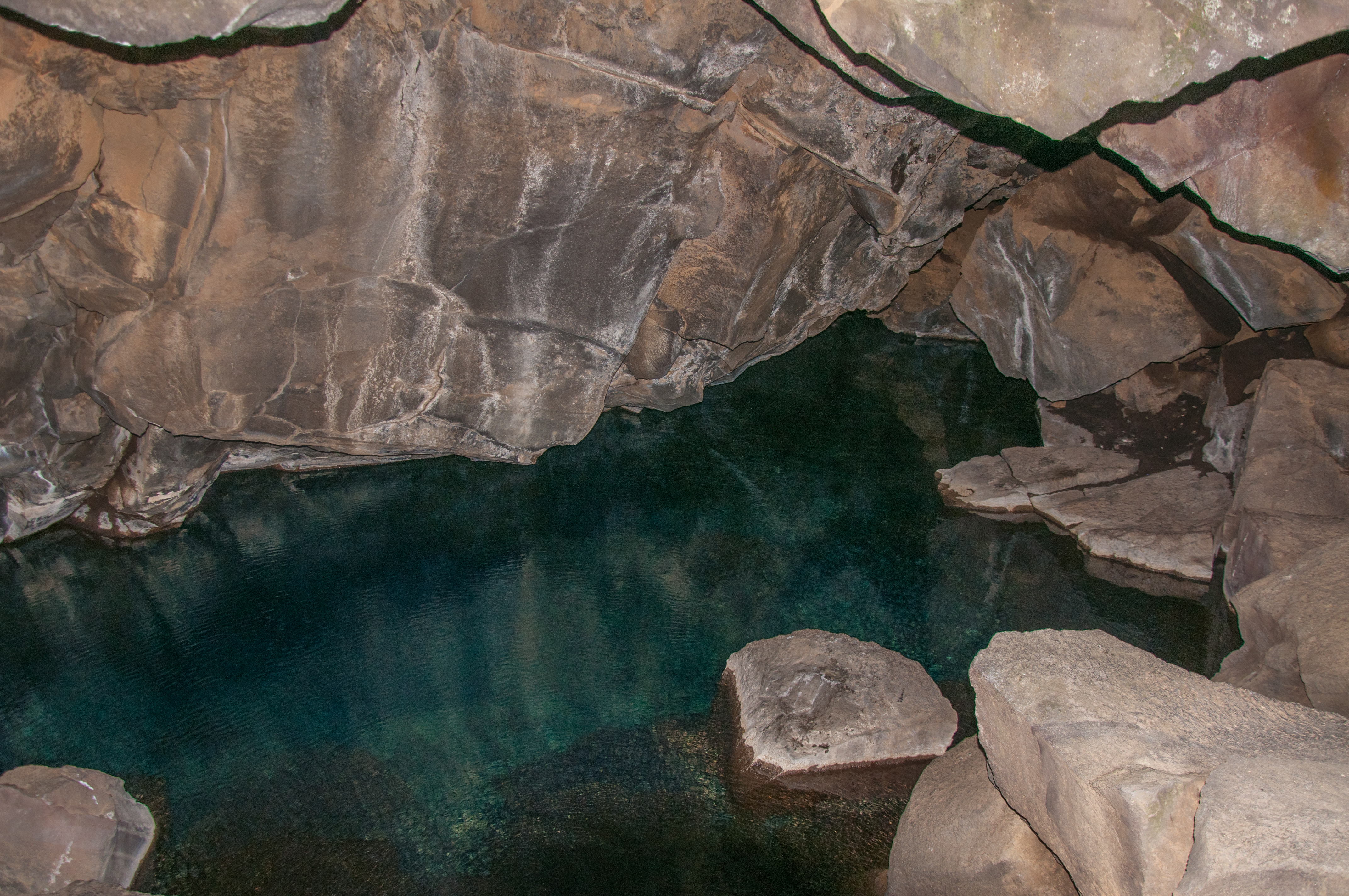
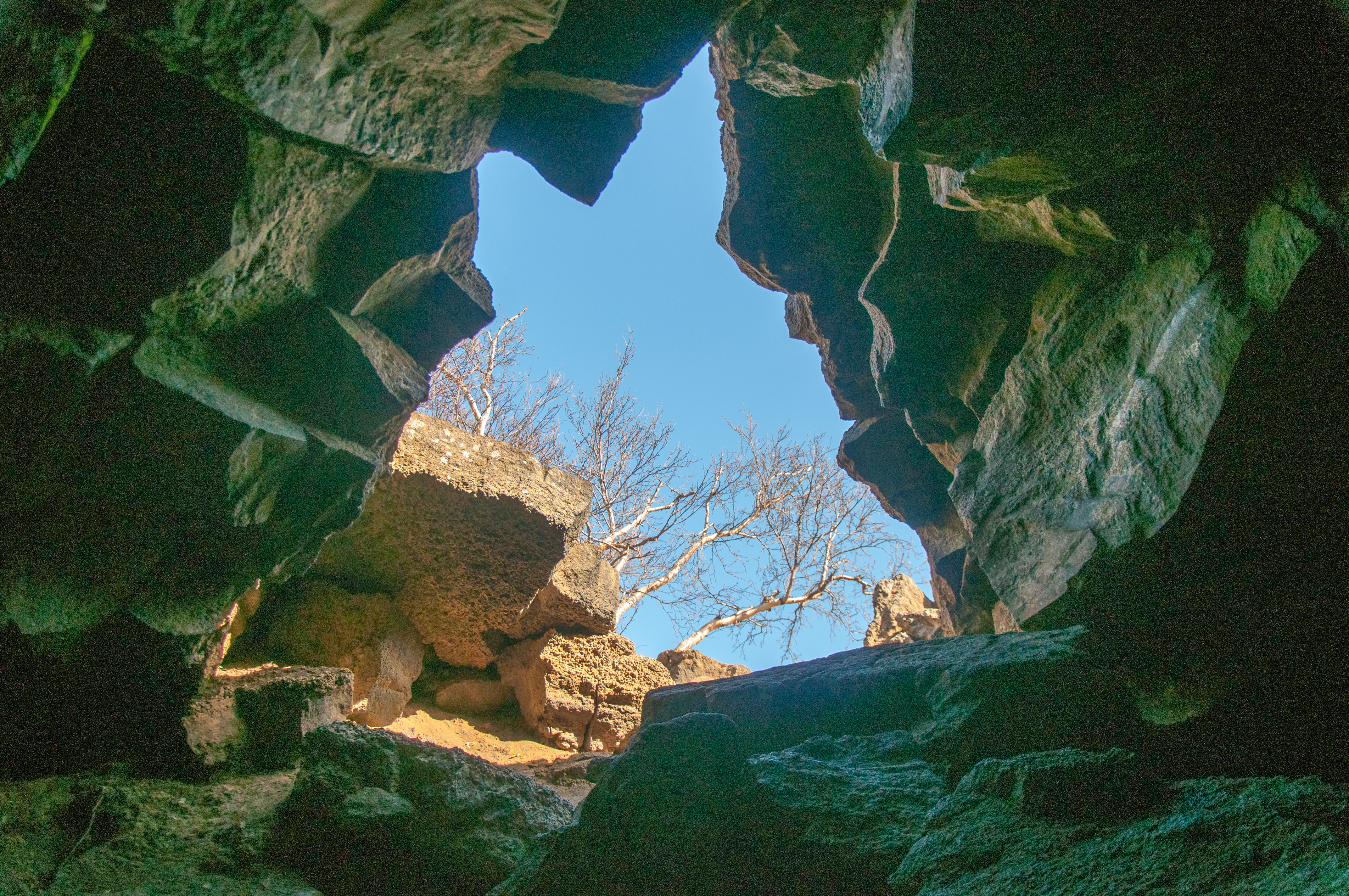
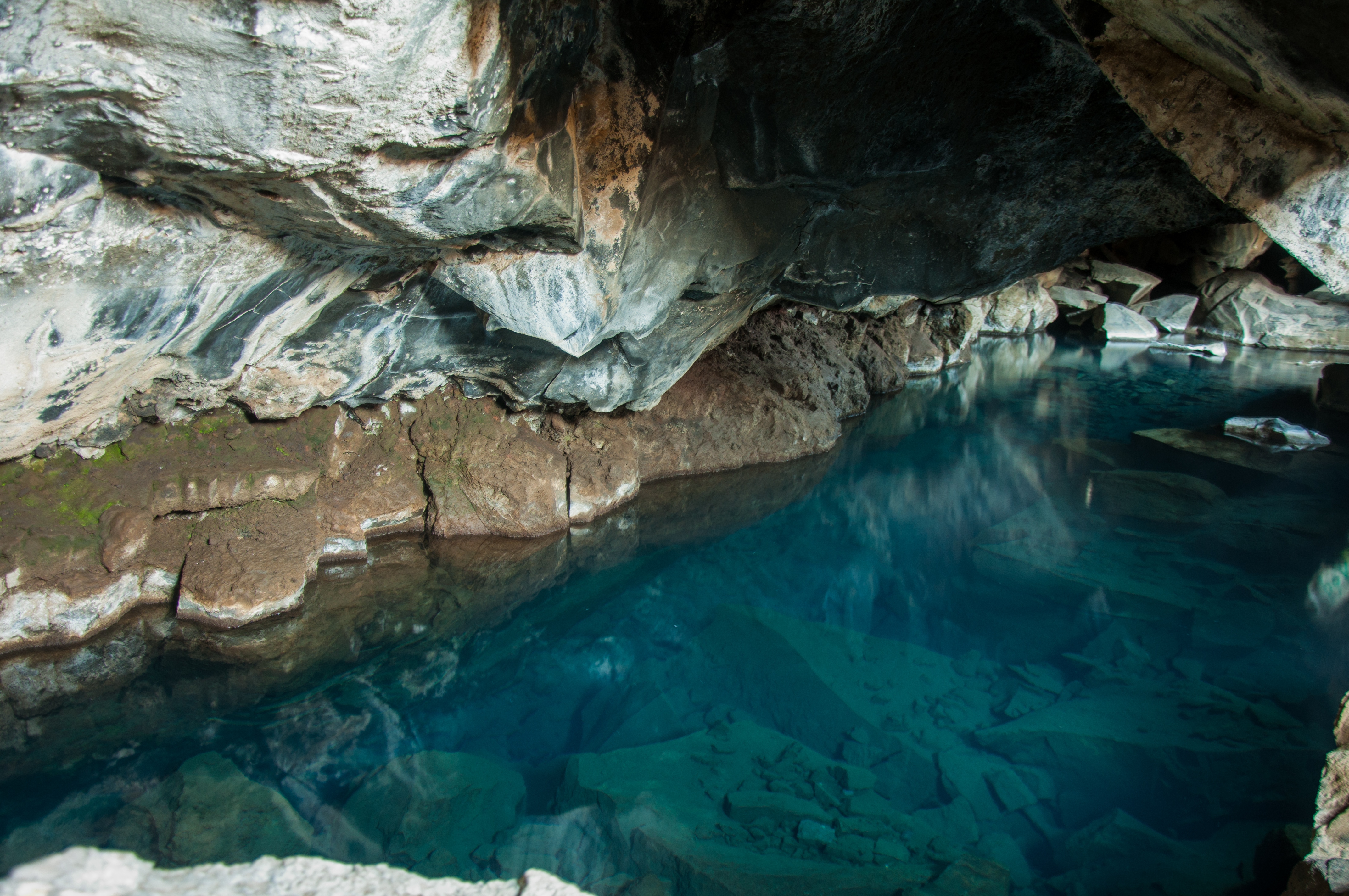